# Maßnahmenvollzug

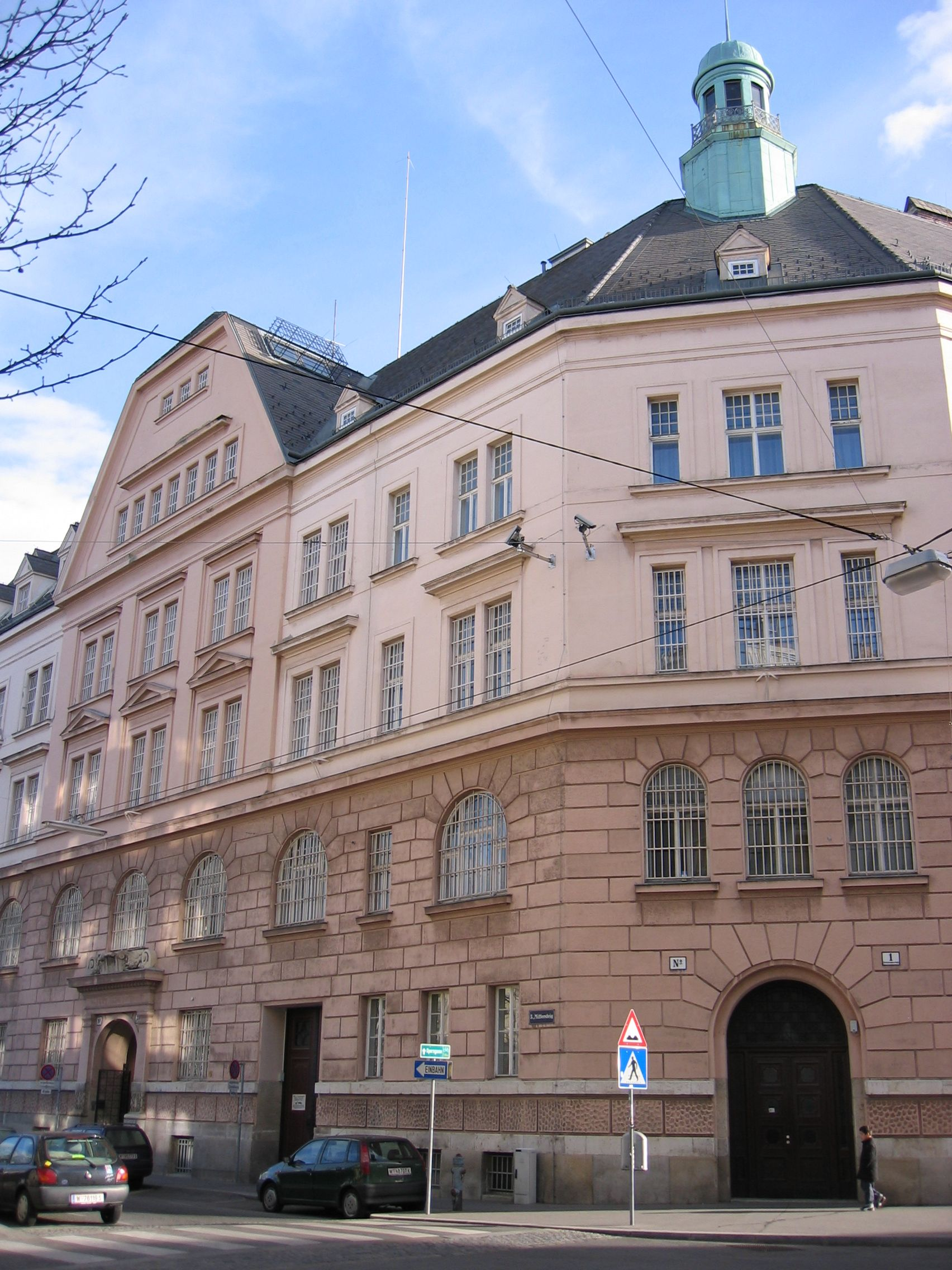
Die Justizanstalt Wien-Mittersteig mit Behandlungsauftrag für zurechnungsfähige geistig abnorme Rechtsbrecher

Der Maßnahmenvollzug (offiziell Mit Freiheitsentziehung verbundene vorbeugende Maßnahmen) bezeichnet in Österreich und Liechtenstein mehrere vorbeugende, freiheitsentziehende Maßnahmen zur Unterbringung von gefährlichen Verbrechern sowie Tätern, die aufgrund mangelnder Schuldfähigkeit nicht verurteilt werden können. Der Maßnahmenvollzug ist in weiten Teilen vergleichbar mit dem Maßregelvollzug im deutschen Strafrecht. Die Möglichkeit der Unterbringung im Maßnahmenvollzug wurde in Österreich mit der Strafrechtsreform vom 1. Jänner 1975 erstmals geschaffen und ist sowohl im Strafvollzugsgesetz (StVG) als auch im Strafgesetzbuch (StGB) und in der Strafprozessordnung (StPO) geregelt. In Liechtenstein wurde die Möglichkeit der Unterbringung erst im Jahr 1996 eingeführt.
Zum Stichtag 1. Dezember 2006 waren in ganz Österreich 725 Menschen in einer Form des Maßnahmenvollzugs; 2017/18 waren es 917. 523 von ihnen galten als unzurechnungsfähig nach § 21 Abs. 1 StGB, die anderen 394 als zurechnungsfähig nach § 21 Abs. 2 StGB. Josef Moser, von 2017 bis 2019 österreichischer Justizminister, hat eine Reform angekündigt.

## Allgemeines
Das österreichische Strafgesetzbuch kennt drei Arten des Maßnahmenvollzugs. Es sind dies der Maßnahmenvollzug gegen gefährliche Rückfallstäter (§ 23 StGB), gegen entwöhnungsbedürftige Rechtsbrecher (§ 22 StGB) und gegen Täter mit schwerwiegenden und nachhaltigen psychischen Störungen, früher: „geistig abnorme Rechtsbrecher“, (Strafrechtliche Unterbringung in einem forensisch-therapeutischen Zentrum, § 21 StGB, früher: „Anstalt für geistig abnorme Rechtsbrecher“). Da das liechtensteinische Strafgesetzbuch in weiten Teilen wortwörtlich mit der österreichischen Fassung übereinstimmt, existiert auch in diesem mit den §§ 21 bis 23 StGB die Möglichkeit der Unterbringung im „Massnahmenvollzug“.
Die Anordnung des Maßnahmenvollzugs erfolgt zugleich mit der Urteilsverkündung. Im Gegensatz zur Strafhaft wird die Maßnahme nicht zeitlich begrenzt ausgesprochen. In Österreich besteht jedoch für Täter mit schwerwiegenden und nachhaltigen psychischen Störungen die Möglichkeit, eine bedingte Einweisung unter Setzung einer Probezeit auszusprechen. Bei einer unbedingten strafrechtlichen Unterbringung in einem forensisch-therapeutischen Zentrum hat das Gericht in der Folge zumindest einmal pro Jahr, bei entwöhnungsbedürftigen Rechtsbrechern alle 6 Monate, zu prüfen, ob eine weitere Anhaltung des Häftlings im Maßnahmenvollzug erforderlich ist. Die Zeit im Maßnahmenvollzug wird dem Verurteilten bei Unterbringung im Maßnahmenvollzug in einem forensisch-therapeutischen Zentrum sowie gegen entwöhnungsbedürftige Rechtsbrecher auf das eigentliche Strafmaß angerechnet. Maßnahmen gegen gefährliche Rückfallstäter werden erst nach Verbüßung der normalen Freiheitsstrafe vollzogen.

## Arten des Maßnahmenvollzugs

### Gefährliche Rückfallstäter
„Die Unterbringung in einer Anstalt für gefährliche Rückfallstäter soll die Untergebrachten davon abhalten, schädlichen Neigungen nachzugehen, und ihnen zu einer rechtschaffenen und den Erfordernissen des Gemeinschaftslebens angepaßten Lebenseinstellung verhelfen.“

Als gefährliche Rückfallstäter werden Gewohnheitsverbrecher und Täter mit erhöhtem Sicherheitsrisiko bezeichnet. Die Maßnahme der Unterbringung in einer Anstalt für gefährliche Rückfallstäter ist allein gegen die Gefährlichkeit des Verurteilten gerichtet und wird nach Verbüßung der eigentlichen Strafhaft vollzogen. Voraussetzung für eine Einweisung in den Maßnahmenvollzug ist in diesem Fall eine Verurteilung zu einer mindestens zweijährigen Haftstrafe sowie die Vollendung des 24. Lebensjahres. Die Häftlinge dürfen maximal 10 Jahre im Maßnahmenvollzug gegen gefährliche Rückfallstäter angehalten werden. Gefährliche Rückfallstäter werden meistens in der Justizanstalt Sonnberg untergebracht. Diese Form der Maßnahme kann am ehesten mit der Sicherungsverwahrung im deutschen Strafrecht verglichen werden.
Seit dem Erlass des Strafrechtsänderungsgesetzes aus dem Jahr 1987 kann diese Form der Maßnahmenunterbringung als Auslaufmodell bezeichnet werden. Am 1. Dezember 2006 wurden lediglich zwei Personen im Maßnahmenvollzug gegen gefährliche Rückfallstäter angehalten. Somit kann de facto von „totem Recht“ gesprochen werden. Im Zweifelsfall wird eine Unterbringung in einem forensisch-therapeutischen Zentrum, schlicht eine verlängerte Haftstrafe oder eine Strafschärfung bei Rückfall (§ 39 StGB) über den Täter verhängt.

### Entwöhnungsbedürftige Rechtsbrecher
„Die Unterbringung in einer Anstalt für entwöhnungsbedürftige Rechtsbrecher soll die Untergebrachten je nach ihrem Zustand vom Mißbrauch berauschender Mittel oder Suchtmittel entwöhnen, den Untergebrachten zu einer rechtschaffenen und den Erfordernissen des Gemeinschaftslebens angepaßten Lebenseinstellung verhelfen und sie davon abhalten, schädlichen Neigungen nachzugehen.“

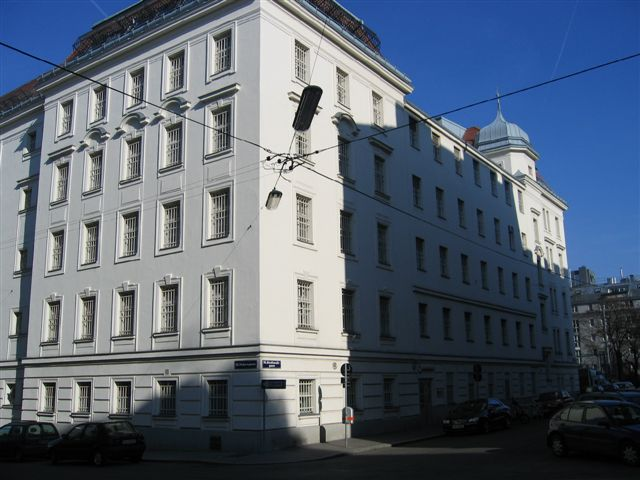
Die Sonderanstalt Wien-Favoriten zur Unterbringung von §-22-Maßnahmeninsassen

Im Gegensatz zu den anderen beiden Formen ist die Unterbringung in einer Anstalt für entwöhnungsbedürftige Rechtsbrecher auf einen Zeitraum von 2 Jahren begrenzt. Eine Entlassung aus dem Maßnahmenvollzug ist in diesem Fall auch möglich, wenn eine Fortsetzung der Behandlung aussichtslos erscheint. Normalerweise werden in Anstalten für den Maßnahmenvollzug an entwöhnungsbedürftigen Rechtsbrechern hauptsächlich Suchtgiftkranke eingewiesen, die größte solche Justizanstalt in Österreich ist die Justizanstalt Wien-Favoriten, dort können gemäß § 159 Abs. 2 StVG auch entwöhnungsbedürftige Strafgefangene untergebracht werden. Prinzipiell kann die Maßnahme jedoch in nahezu jeder österreichischen Justizanstalt vollzogen werden.
In der Praxis hat sich gezeigt, dass eine Entwöhnungsbehandlung, die auf gerichtlichen Zwang fußt in den meisten Fällen kaum Aussicht auf Erfolg hat. Daher werden nahezu 90 % aller Häftlinge im Maßnahmenvollzug gegen entwöhnungsbedürftige Rechtsbrecher unbedingt wegen Aussichtslosigkeit aus diesem entlassen und in den gewöhnlichen Strafvollzug rücküberstellt. Normalerweise wird solchen Sträflingen nach § 68 StVG das Angebot einer freiwilligen Entwöhnungsbehandlung gemacht. Am 1. Dezember des Jahres 2006 wurden in den österreichischen Justizanstalten 14 Personen im Maßnahmenvollzug gegen entwöhnungsbedürftige Rechtsbrecher angehalten.

### Unterbringung in einem forensisch-therapeutischen Zentrum
Historisch wurden Täter als geistig abnorme Rechtsbrecher bezeichnet. Per 1. März 2023 wurde die Wendung "Anstalt für geistig abnorme Rechtsbrecher" durch "Unterbringung in einem forensisch-therapeutischen Zentrum" ersetzt. Die verwendete Wendung ist abhängig vom Zeitpunkt der Veröffentlichung der jeweiligen Schriftstücke.

„Die strafrechtliche Unterbringung in einem forensisch-therapeutischen Zentrum soll die Untergebrachten davon abhalten, unter dem maßgeblichen Einfluss ihrer schwerwiegenden und nachhaltigen psychischen Störung mit Strafe bedrohte Handlungen zu begehen. Die Unterbringung soll den Zustand der Untergebrachten soweit bessern, daß von ihnen die Begehung mit Strafe bedrohter Handlungen nicht mehr zu erwarten ist, und den Untergebrachten zu einer rechtschaffenen und den Erfordernissen des Gemeinschaftslebens angepaßten Lebenseinstellung verhelfen.“

Grundsätzlich kann unterschieden werden zwischen dem Maßnahmenvollzug gegen zurechnungsunfähige Täter mit schwerwiegenden und nachhaltigen psychischen Störungen (§ 21 Abs 1 StGB) und dem Maßnahmenvollzug gegen zurechnungsfähige Täter mit schwerwiegenden und nachhaltigen psychischen Störungen (§ 21 Abs 2 StGB).

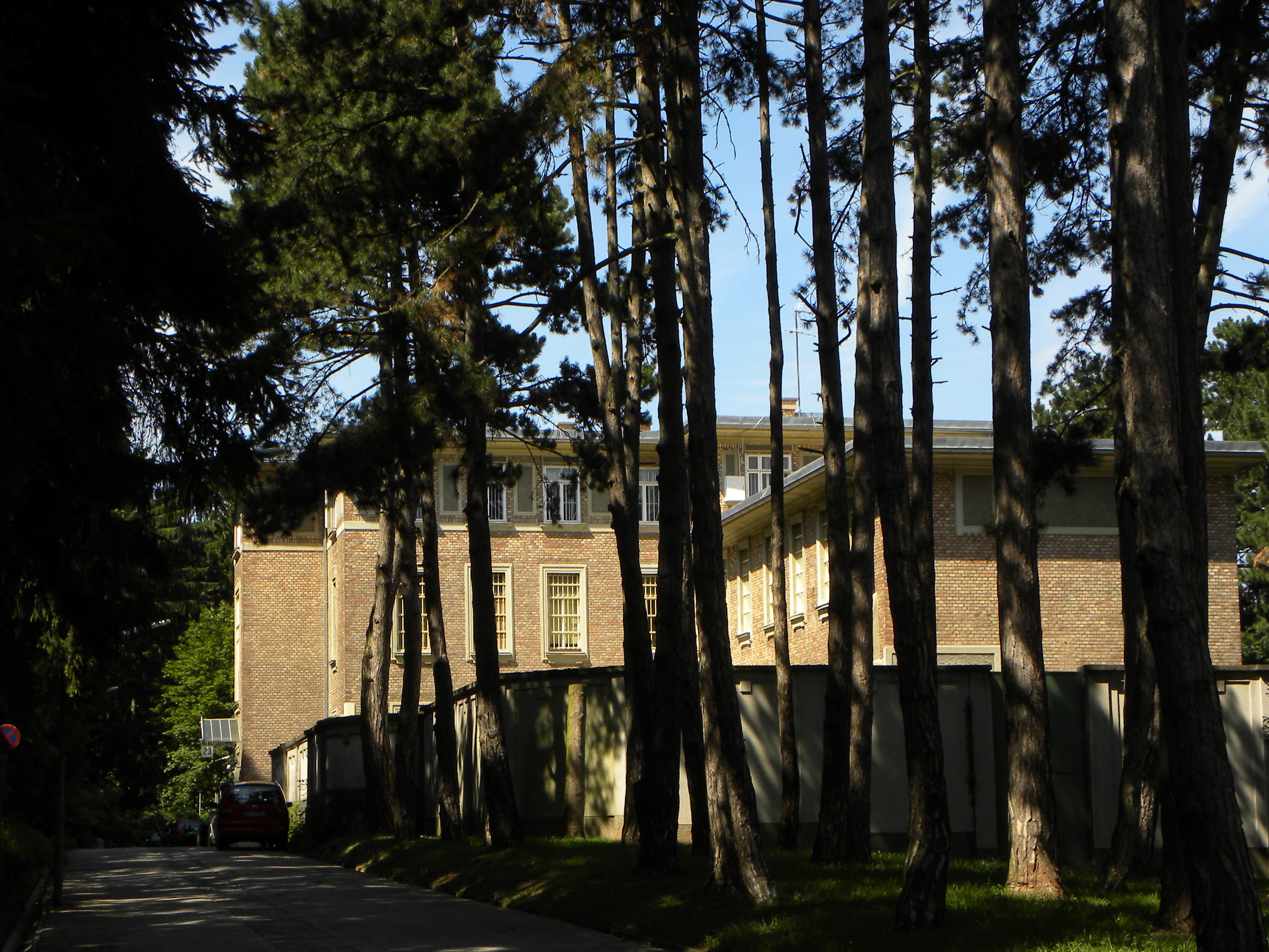
Pavillon 23 der Klinik Penzing in Wien

Im Jahr 2008 befanden sich 411 Personen im Maßnahmenvollzug gegen nicht zurechnungsfähige und 449 Personen gegen zurechnungsfähige geistig abnorme Rechtsbrecher.
Diese Maßnahme wird gegen Straftäter verhängt, wenn sie aufgrund einer geistigen Beeinträchtigung nicht schuldfähig, aber dennoch gefährlich sind. Sie hat den Charakter einer psychiatrischen Behandlung und ist zeitlich ungebunden. Eine Entlassung ist nur bei deutlicher Besserung der psychischen Zurechnungsfähigkeit möglich. Die Mehrzahl der Maßnahmenpatienten befinden sich in den eigens eingerichteten Justizanstalten Göllersdorf, Wien-Mittersteig und Asten. Daneben können die Häftlinge auch in geschlossenen Abteilungen verschiedener Krankenhäuser – wie etwa dem Pavillon 23 der Klinik Penzing in Wien – untergebracht werden. Zurechnungsfähige geistig abnorme Rechtsbrecher können zusätzlich auch in den gesonderten Maßnahmenabteilungen verschiedener Strafvollzugsanstalten im Bundesgebiet inhaftiert sein.

## Anstalten des Maßnahmenvollzugs

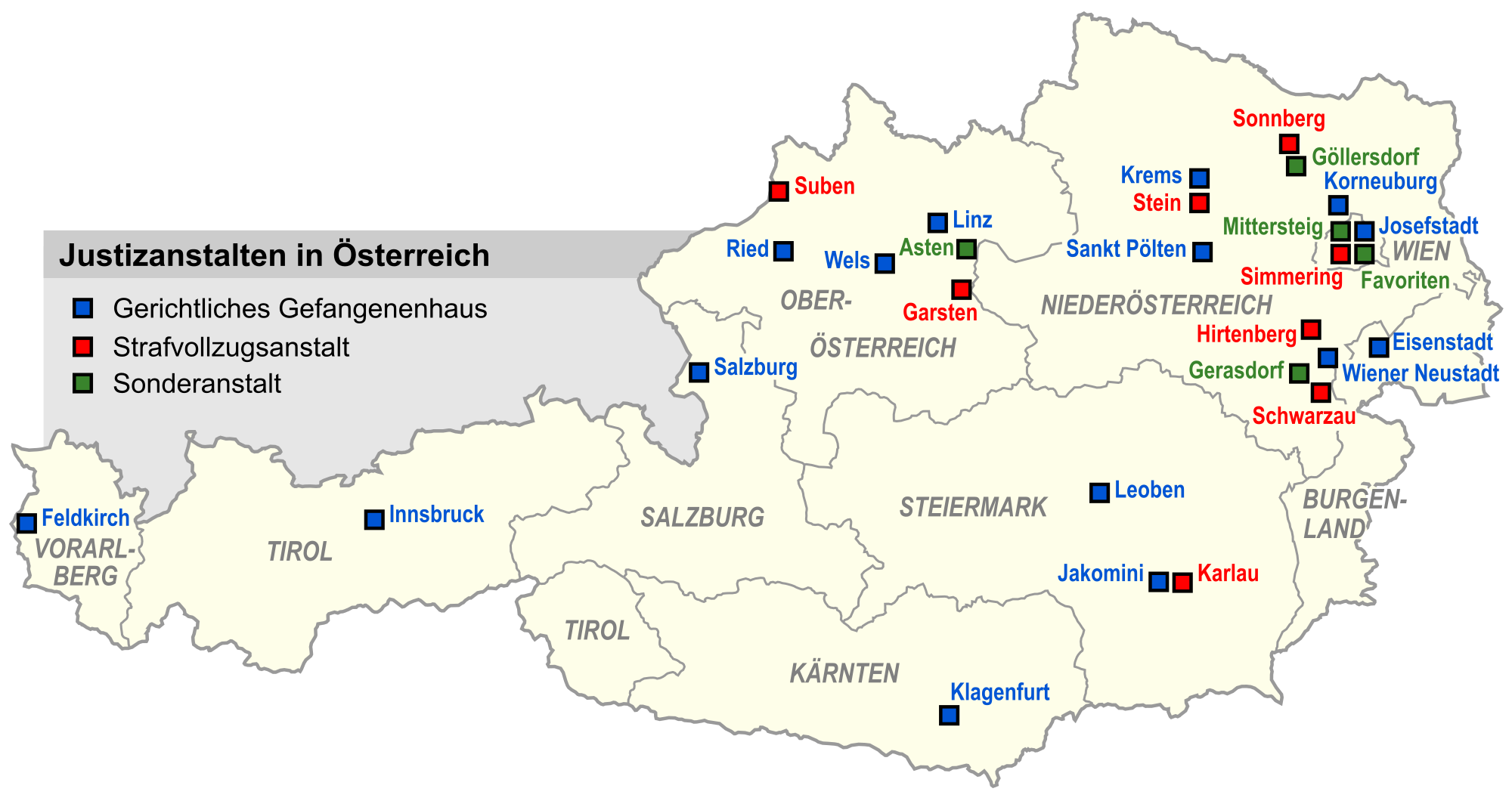
Standorte der österreichischen Justizanstalten (Sonderanstalten grün hervorgehoben)

Die Unterbringung der Maßnahmenhäftlinge in bestimmten Justizanstalten ist in der Sprengelverordnung für den Strafvollzug aus dem Jahr 1997 (mit Änderung 1998) gesetzlich geregelt. Diese Verordnung des Bundesministers für Justiz sieht für die verschiedenen Arten des Maßnahmenvollzugs eine Unterbringung in Sonderanstalten vor.
Demnach sollen männliche zurechnungsunfähige geistig abnorme Rechtsbrecher in der Justizanstalt Göllersdorf, männliche zurechnungsfähige geistig abnorme Rechtsbrecher dagegen in der Justizanstalt Wien-Mittersteig oder in deren geschlossenen Abteilung der Klinik Penzing untergebracht werden. Speziell eingerichtete Abteilungen für die Unterbringung von zurechnungsfähigen geistig abnormen Rechtsbrechern existieren des Weiteren in den Justizanstalten Stein, Garsten und Graz-Karlau. Die Entscheidung, ob im Einzelfall die Unterbringung in einem öffentlichen psychiatrischen Krankenhaus zweckmäßiger erscheint, ist dem Bundesministerium für Justiz überlassen.
Im Jahr 2010 wurde zudem auf dem Gelände der Außenstelle Asten der Justizanstalt Linz eine forensische Psychiatrie eingerichtet, in der geistig abnorme Rechtsbrecher zur Langzeitrehabilitation untergebracht werden. Dieses Forensische Zentrum Asten wurde mit 1. Jänner 2019 in eine eigenständige Justizanstalt umgewandelt.
Entwöhnungsbedürftige Rechtsbrecher werden allgemein in die Justizanstalt Wien-Favoriten verbracht, können aber auch in den „Sonderabteilungen für entwöhnungsbedürftige Rechtsbrecher“ verschiedener anderer Justizanstalten untergebracht werden.
Gemäß dem Flexibilisierungsprogramm der Justizanstalt Sonnberg aus dem Jahr 2003 (letzte Änderung 2006) ist die Justizanstalt Sonnberg für den Maßnahmenvollzug an gefährlichen Rückfallstätern zuständig.
Weibliche zurechnungsfähige geistig abnorme Rechtsbrecher werden generell in der speziell eingerichteten Abteilung der Justizanstalt Asten verwahrt. Auch werden weibliche Häftlinge des Maßnahmenvollzugs gegen entwöhnungsbedürftige Rechtsbrecher in einer eigenen Abteilung der Justizanstalt Schwarzau untergebracht.
Bei jugendlichen Straftätern sind weibliche Jugendliche in beiden Fällen des Maßnahmenvollzugs (der Maßnahmenvollzug gegen gefährliche Rückfallstäter ist für Jugendliche ausgeschlossen) in der entsprechenden Jugendabteilung der Justizanstalt Schwarzau unterzubringen. Männliche jugendliche Straftäter dagegen sind im Fall des Maßnahmenvollzugs gegen zurechnungsfähige geistig abnorme Rechtsbrecher in der Justizanstalt Gerasdorf, im Fall der Maßnahmen gegen entwöhnungsbedürftige Rechtsbrecher in der Justizanstalt Wien-Favoriten zu behandeln.

## Kritik
Die Anwendung des Maßnahmenvollzugs in Österreich wurde mehrfach von Nichtregierungsorganisationen und Juristen kritisiert., da eine stetige Zunahme von Häftlingen im Maßnahmenvollzug zu beobachten war und er es erlaubt, Menschen auf unbestimmte Zeit ohne weitere Entscheidung hinsichtlich ihrer Zukunft festzuhalten. Die Notwendigkeit einer weiteren Anhaltung bedarf lediglich einer jährlichen Einzelfallprüfung. 2015 kam es zu einer Verurteilung Österreichs durch den Europäischen Gerichtshof für Menschenrechte. Es wurde dem Wiener Anwalt und Beschwerdeführer Helmut Graupner recht gegeben und unterschiedliche Aspekte der Anwendung des Maßnahmenvollzugs in Österreich kritisiert, so u. a., dass das Prinzip „Therapie statt Strafe“ im Maßnahmenvollzug in sein Gegenteil verkehrt würde, wenn Inhaftierte auf Grund kleinerer Vergehen weiter festgehalten werden. Außerdem werde nach Ansicht des EGMR die Einstufung als „geistig abnorm“ dazu verwendet, „die restriktiven gesetzlichen Anforderungen an die Unterbringung als gefährliche Rückfalltäter zu umgehen und potenziell lebenslänglich einzuweisen“.